# Сич (газета)
«Січ» (в переводе с укр. — «Сечь») — американская украиноязычная двухнедельная газета, издававшаяся в Чикаго с июля 1924 по май 1934 года.

## Содержание газеты
Газета публиковала мемуары, политические комментарии, идеологические статьи, отчёты о деятельности членов сичевых обществ, национальные и международные новости.

## Сотрудники
С основания издания до 1926 года редактором был Осип Назарук, с 1928 года — М. Бодрук. В 1934 «Сечь» заменила газета «Наш Стяг».